# Radium Hot Springs
Radium Hot Springs è un villaggio del Canada, situato in Columbia Britannica, nel distretto regionale di East Kootenay.